# Rio delle Procuratie
Ne doit pas être confondu avec Rio de le Procuratie (Santa Croce).
Le rio de le Procuratie (ou rio del Cappello ou rio del Cavalletto) est un canal de Venise dans le sestiere de San Marco. 

## Origine
Ce canal longe l'arrière des Procuratie Vecchie(it).
L'autre nom, Cappello, proviendrait d'une osteria à l'enseigne Cappello existant ici aux XIVe  et  XVe siècles et appartenant à la basilique de San Marco, car administrée par les Procureurs de Supra.
Le nom Cavalletto provient lui aussi d'une enseigne existant ici au XIVe , XVe et  XVIe siècles, citée dans des écrits allant de 1308 à 1566.

## Description

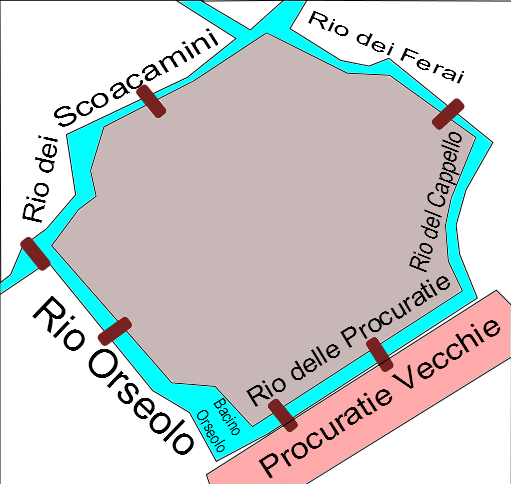
plan de contexte

Le rio de le Procuratie a une longueur de 105 mètres ; ensemble avec le rio del Cappello, il atteint environ 190 mètres. Il relie le bacino Orseolo en sens est, puis nord au dei Ferali au ponte dei Ferai. Cette dernière partie nord-sud est généralement appelée rio del Cappello. Dans certaines œuvres de référence

## Ponts
Il est traversé (d'ouest en est) par :

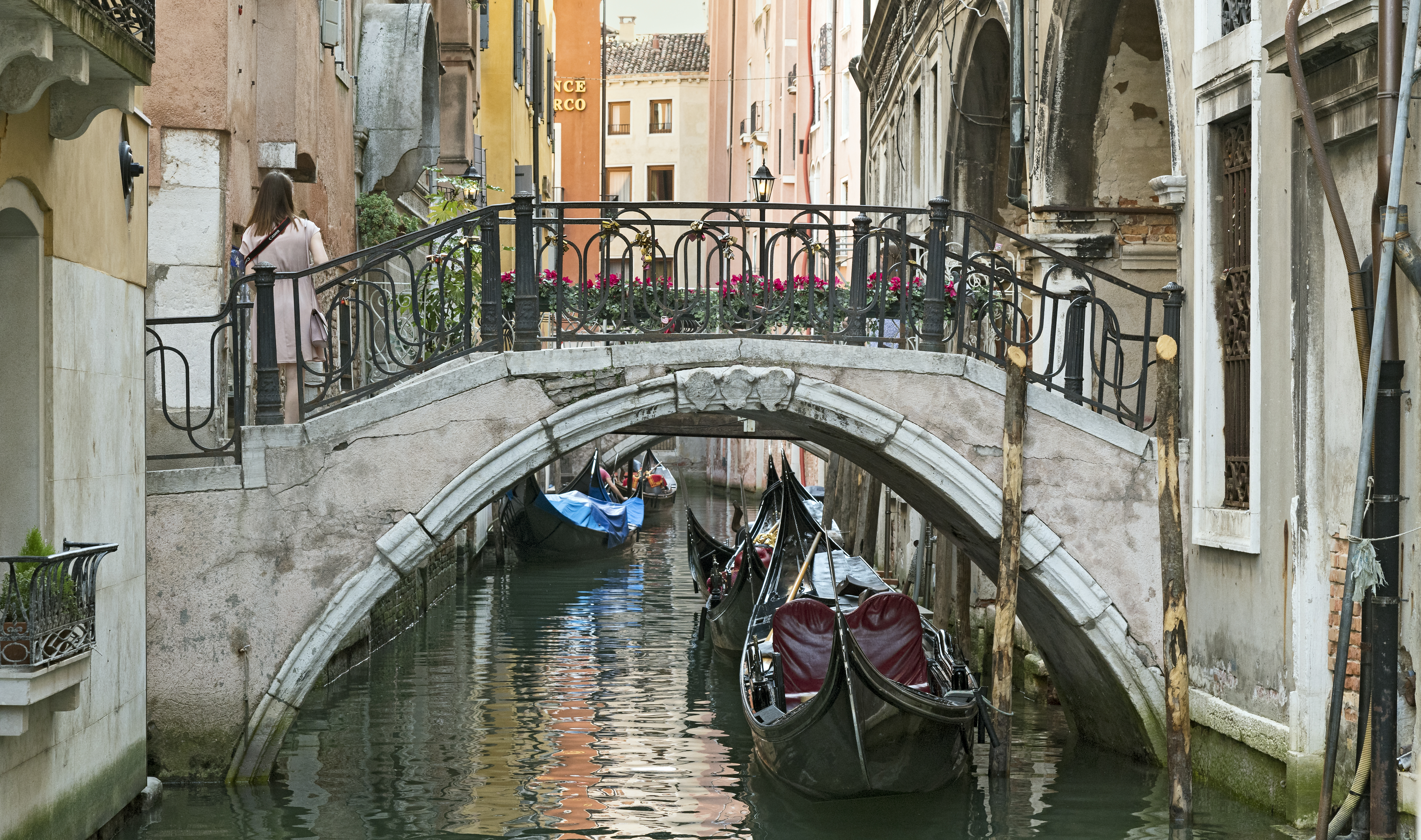
ponte del Cavalletto
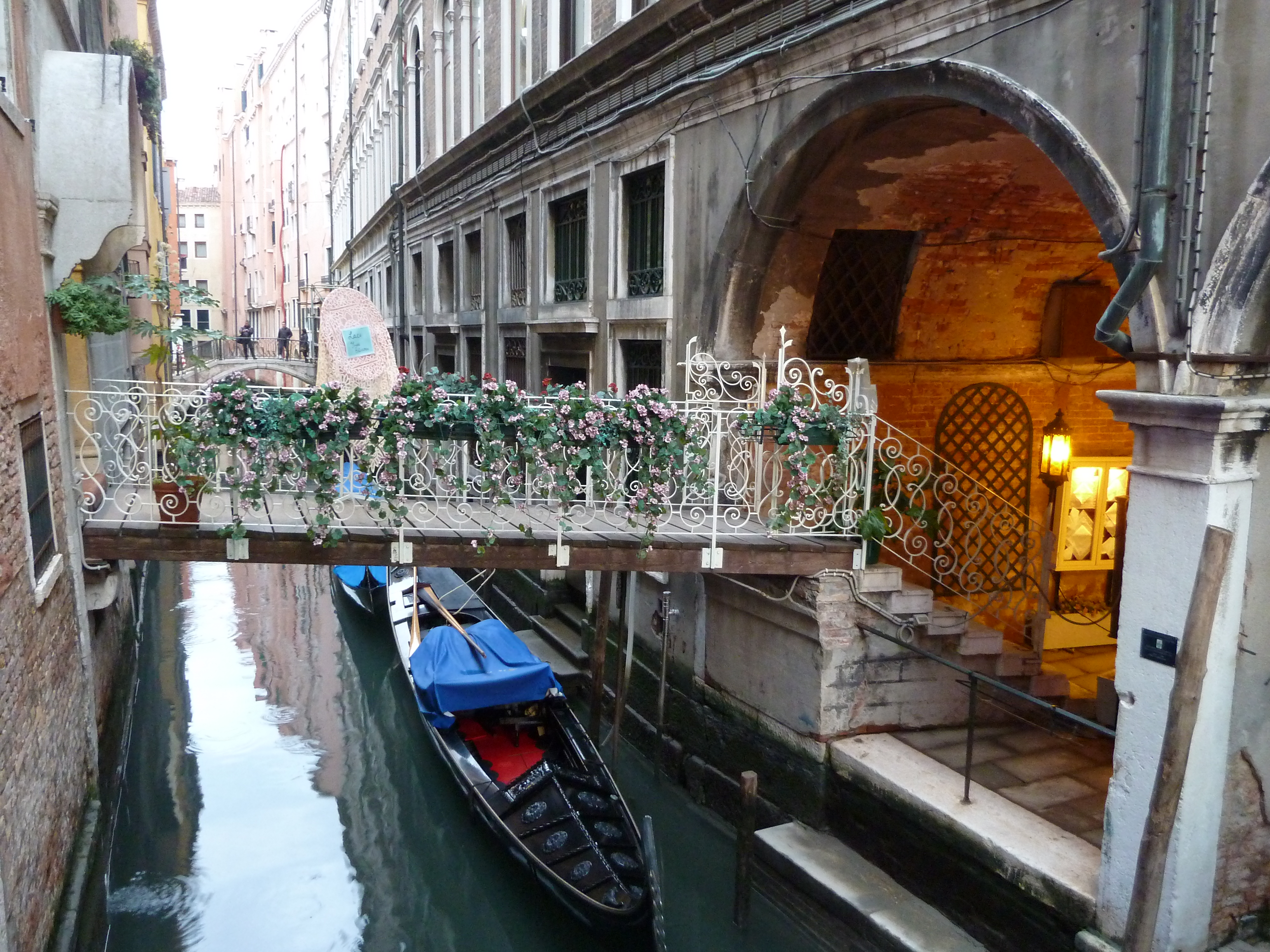
pont privé d'un magasin de dentelles
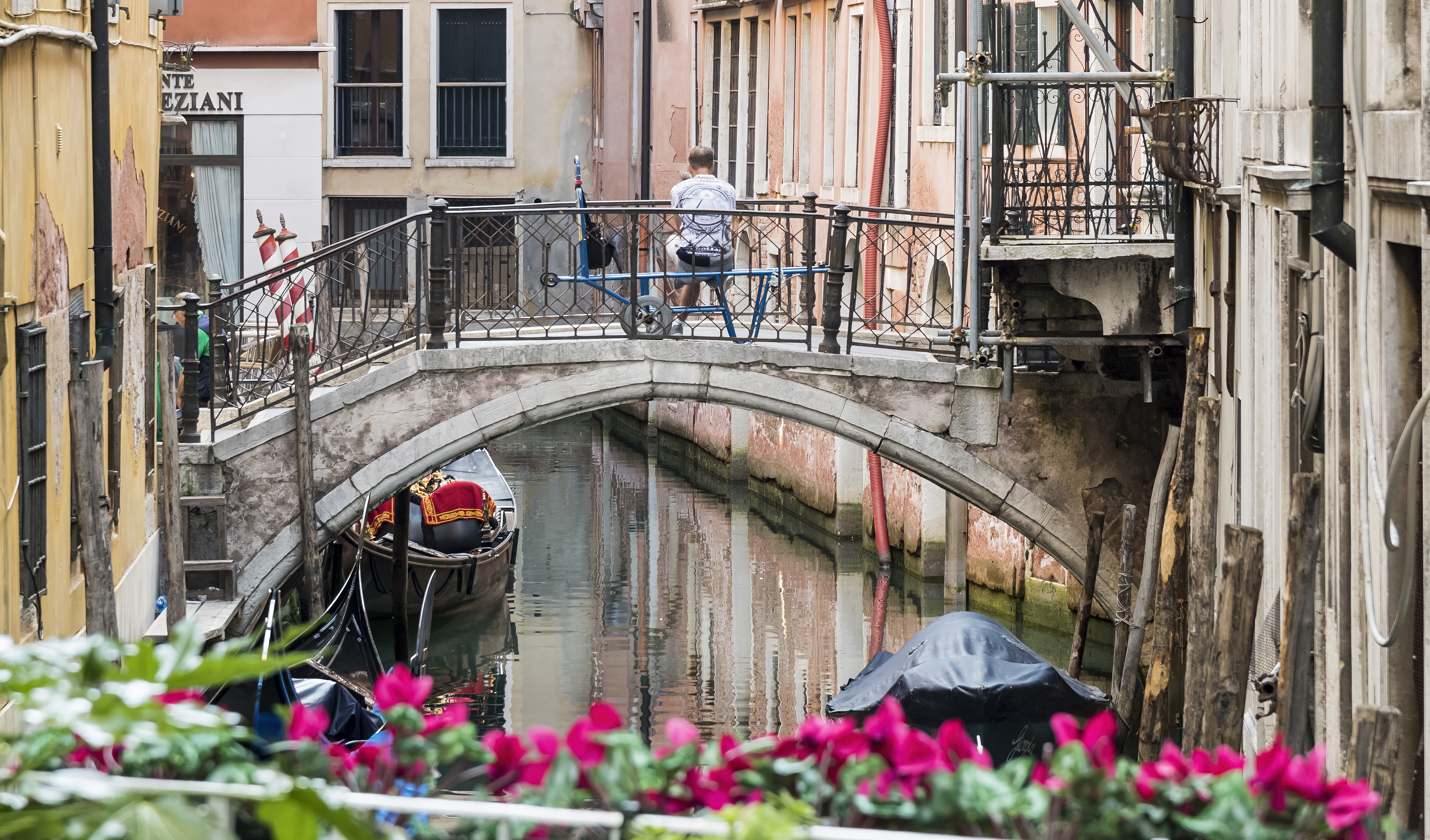
ponte dei Dai[3]. Le pont  relie la Calle dei Fabbri au Procuratie
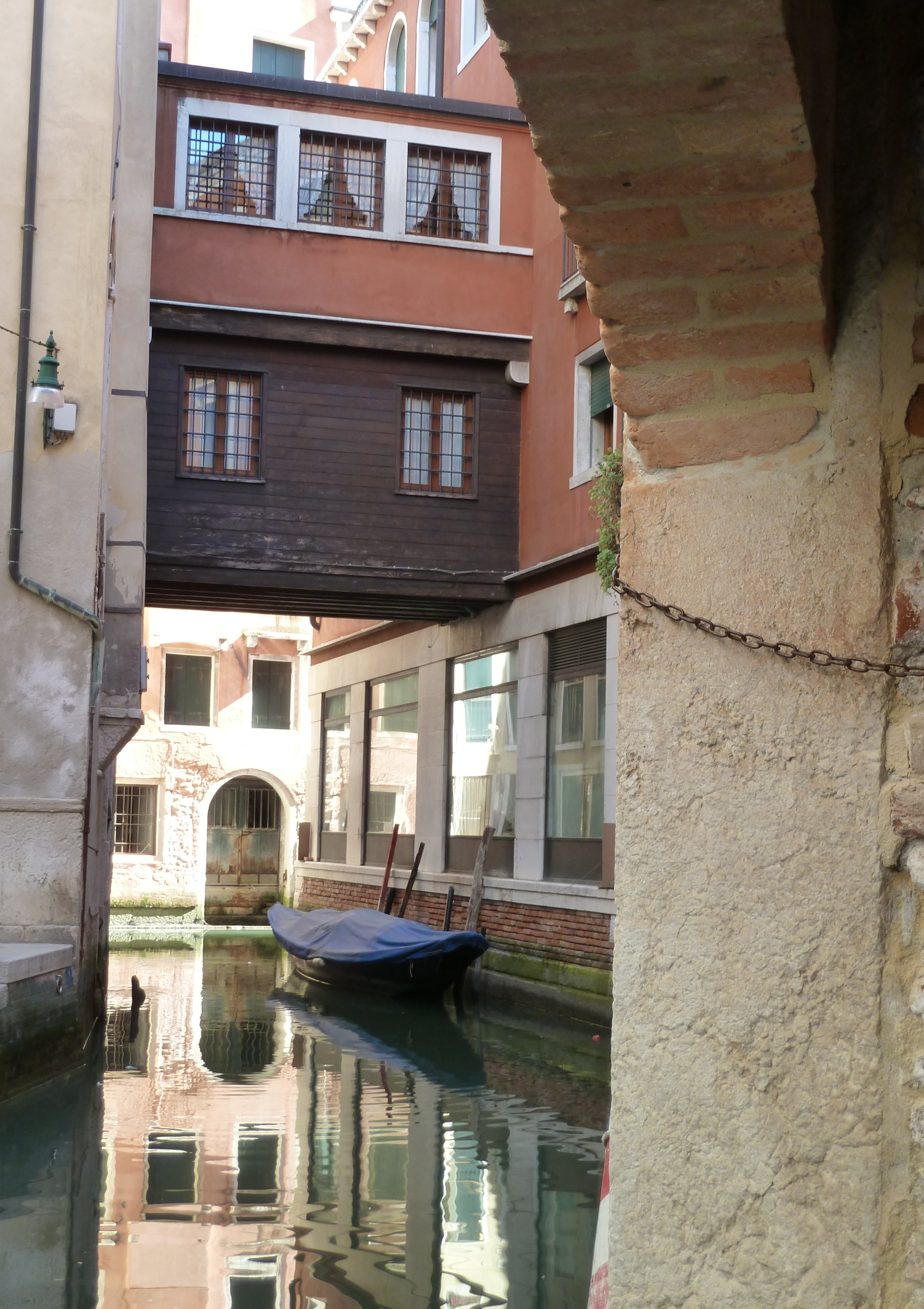
Un pont privé sur le rio del Cappello